# Tulugaak
Dans la mythologie inuit, Tulugaq, Tulugaak (nom donné chez les inuits de l'est) ou Tuluŋigraq (nom en Iñupiaq, chez les inuits du nord-ouest de l'Alaska) est le créateur de la lumière.
Tulugaak est parfois lié, fondu ou associé, à d'autres dieux du ciel ou êtres créateurs, comme Torngasoak et Anguta du panthéon inuit.

## Étymologie
Tulugaq signifie corbeau; voir aussi le dieu Tuluŋigraq ("quelque chose comme un corbeau").

## Mythes
Tulugaak était un grand corbeau venu sur ciel lorsque la Terre était encore entièrement couverte d’eau. Il aurait pris forme humaine, devenant ainsi le premier homme sur Terre, avant de repartir dans le ciel où il vit encore. 
Quand le monde était dans l'obscurité perpétuelle de la nuit, Tulugaq a volé le soleil enveloppé de peau, et avec son bec l'a libéré de la peau: il a volé vers le haut, créant la lumière du jour.

## Évocation moderne

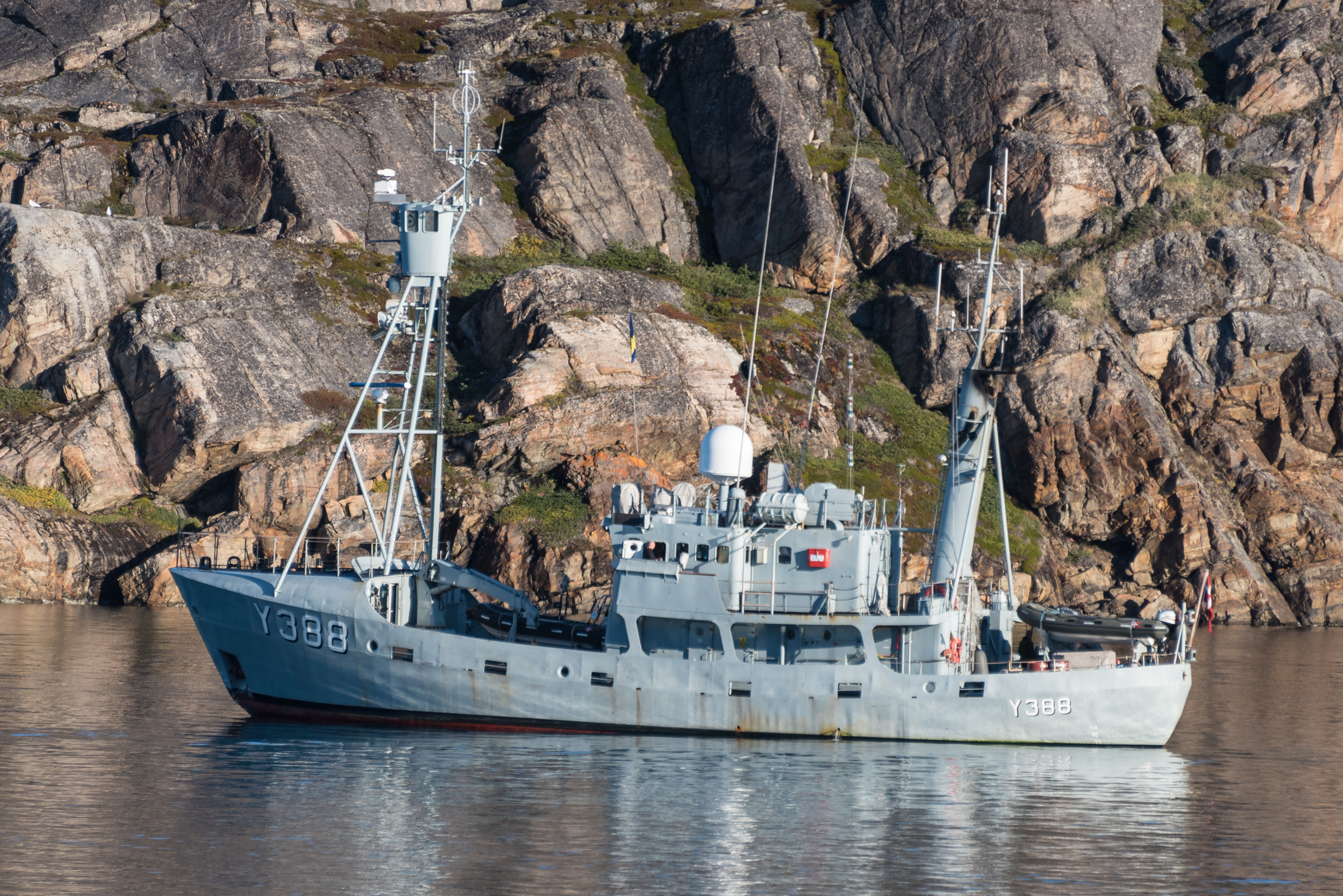
La patrouilleur Tulugaq, de la garde côtière danoise, à Sisimiut, au Groenland.

- Tulugaak est le sujet du titre Tulugaak And The Origin Of Life de Charity Chan (2009)[3]